# 贝朗克斯
贝朗克斯（法語：Bérenx，法語發音：[beʁɛ̃ks]）是法国大西洋比利牛斯省的一个市镇，属于波城区。

## 地理
贝朗克斯（43°30'10"N, 0°51'25"W）面积13.59 平方千米，位于法国新阿基坦大区大西洋比利牛斯省，该省份为法国东南部省份，涵盖了贝阿恩与北巴斯克，西临大西洋比斯開灣，北至朗德省，东北接热尔省，东临上比利牛斯省，南与西班牙接壤。
与贝朗克斯接壤的市镇（或旧市镇、城区）包括：巴奇德贝阿恩、贝洛克、拉穆、萨利斯德贝阿恩、萨勒蒙日斯卡尔。

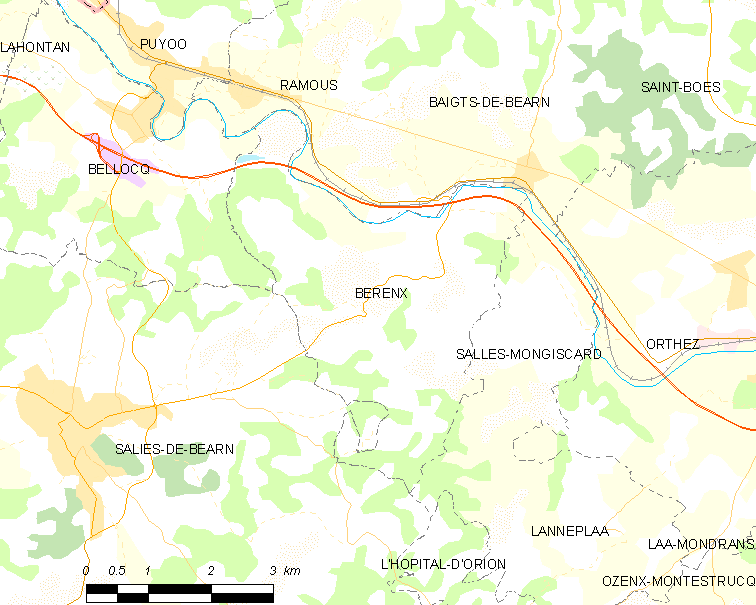
贝朗克斯的OSM定位图

贝朗克斯的时区为UTC+01:00、UTC+02:00（夏令时）。

## 行政
贝朗克斯的邮政编码为64300，INSEE市镇编码为64112。

## 政治
贝朗克斯所属的省级选区为奥尔泰兹-激流与盐之地县。

## 人口

1962-2008年间贝朗克斯人口变化图示

贝朗克斯于2022年1月1日时的人口数量为423人。